# 달성 유가사 석조여래좌상
달성 유가사 석조여래좌상(達城 瑜伽寺 石造如來坐像)은 대한민국 대구광역시 달성군 유가사에 있는 고려시대의 불상이다. 2003년 4월 30일 대구광역시의 유형문화재 제50호로 지정되었다.

## 개요
유가사에 모셔져 있는 이 불상은 불상과 대좌가 모두 같은 석질의 화강암으로 조성된 것으로, 얼굴 전면과 양 무릎을 시멘트로 보수하였으나 그 외의 부분은 비교적 옛 모습을 잘 보존하고 있다.
머리에는 작은 소라 모양의 머리칼을 붙여 놓았으며, 정수리 부근에는 상투 모양의 머리인 육계가 높이 솟아 있다. 얼굴 모양은 갸름한 달걀형으로 목에 있는 세 개의 주름인 삼도(三道)는 뚜렷하지 않다. 어깨는 각이 지고 힘이 들어가 있으며, 가슴은 양감있게 돌출되었다. 법의는 오른쪽 어깨를 드러내고 왼쪽 어깨만을 감싼 우견편단으로, 상반신은 그 유래를 볼 수 없을 정도로 가슴을 크게 열었다. 손 모양은 항마촉지인을 결하였는데 왼손은 길상좌를 하고 있는 오른발 위에 올려 놓고 있으며 결가부좌한 다리에는 법의 주름이 잘 표현되어 있다.
이 불상은 형태면에서 석굴암 본존상과 같은 계열의 불상으로 볼 수 있으나, 불상의 어깨가 좁아지고 가슴의 탄력이 감소되는 등의 변화를 볼 수 있으며 대좌도 방형으로서 10세기 이후의 유행을 반영한 것으로 이 불상의 연대를 추정하는 단서를 제공하고 있다.

## 참고 문헌
- 유가사석조여래좌상 - 국가유산청 국가유산포털